# تنظیم منابع آب در افغانستان

از برف‌باری در ولایت بدخشان دریای آمو به‌وجود می‌آید «ولسوالی درواز»

تنظیم منابع آب در افغانستان، به معنای نظم دادن به نحوه تخصیص منابع آبی برای مصارف مختلف در افغانسان است.
در گذشته دور به‌طور میانگین مصارف روزانهٔ مردم در افغانسان تا ۱۰ لیتر در روز بوده‌است. در زمان ظاهر شاه ریاست آبرسانی برای هر فرد ۲۰–۲۵ لیتر آب سنجیده به همان پیمانه در شهر کابل آبرسانی می‌کرد. با افزایش نفوس و کم‌سرعت بودن کار دولتی، توازن توزیع آب تا امروز از میان رفت؛ مردم در هر گوشه و کنار از آب‌های زیرزمینی استفادهٔ اعظمی می‌نمایند.
بر اساس تقسیم‌بندی وزارت انرژی و آب افغانستان، این کشور به پنج حوضه آبریز اصلی و ۴۲ حوزهی فرعی تقسیم شده‌است که مجموع مقدار روان آب سطحی این حوضه‌ها سالانه به حدود ۷۵ میلیارد متر مکعب می‌رسد. این میزان در سال‌های اخیر به دلیل تغییر اقلیم و گرمایش جهانی کاهش یافته‌است. افغانستان به عنوان کشور بالادست، این کشور را مسلط به جریان رودخانه‌های روان به پایین دست و کشورهای همسایه بدل کرده‌است.
میانگین مقدار بارندگی در افغانستان ۲۵۰ میلی‌متر در متر مربع در سال است که یعنی در سال در حدود ۱۶۳ میلیارد مترمکعب بارش در کل افغانسان رخ می‌دهد که در نتیجه آن ۵۷ میلیارد متر مکعب روان‌آب تشکیل شده و ۱۸ میلیارد مترمکعب سفره‌های آب زیرزمینی نفوذ می‌کند و باقیمانده طوری تبدیل به بخار و طوری جذب در خاک و مقداری در وجود اجسام زنده و سایر ملحوظات طبیعی ذخیره می‌شود.
براساس گزارش سازمان ملل و دانشگاه کابل، سرانهٔ آب در افغانستان ۲٬۷۷۵ متر مکعب به ازای هر نفر است. در صورت استفاده درست ازین آب‌ها افزون‌بر ضرورت خود می‌توان به کشورهای همجوار برق و آب داد.
میانگین ارتفاع در افغانستان ۱٬۲۰۰ متر از سطح دریا است. بلندترین نقطهٔ افغانستان نوشاخ بدخشان است که دارای ارتفاع ۷٬۴۹۲ و پست‌ترین نقطه رودآمو است که دارای ارتفاع ۲۵۰ متر از سطح دریا می‌باشد. میانگین بارندگی در مناطق غربی ۲۵۰ میلی‌متر، در مناطق جنوب شرقی ۲۵۰ میلی‌متر، در ساحات شمال شرقی و ارتفاعات بالاتر از ۳٬۰۰۰ متر و کوه‌ها از ۴۵۰ الی ۱٬۰۰۰ میلی‌متر در سال می‌رسد. میزان بارندگی برف در کوه‌های پامیر و واخان ۱٬۰۰۰ میلی‌متر یا یک متر است. دو رود بزرگ افغانستان شامل آمودریا با آورد آب سالانه ۲۲ میلیارد مترمکعب و دریای هلمند با آورد آب سالانه ۹٫۳ میلیارد مترمکعب است. ضرورت است تا آب این رودها در تحت پروژه‌ها گرفته شود تا بتواند افغانستان از فقر فرار نماید. سطح استفاده از آب آمودریا صفر و از هلمند ناچیز است. افغانستان که دارای ۲۵ رودخانه بزرگ، صدها رود کوچک و هزاران جوی و کوه‌های پر برف دارد. در افغانستان بیشترین آب در بخش کشاورزی به مصرف می‌رسد.

## آبیاری کشتزارهای کشاورزی در افغانستان
شغل اکثر مردم افغانستان کشاورزی است و ۸۰٪ مردم به کشاورزی و مالداری اشتغال دارند. کشاورزی بدون آب ناممکن است. کشت نباتات در این کشور به‌شکل للمی و آبی است. زیادهٔ کشت للم در صفحات شمال افغانستان صورت می‌گیرد. زمین‌های جلال‌آباد و لغمان چون آب فراوان دارند تا سالی ۳ بار نیز حاصل می‌دهند. در قسمت‌های غربی و شمال از ولایت قندوز تا ولایت بادغیس حدود یک میلیون هکتار زمین کشاورزی در کنار آمودریا و رود مرغاب قرار دارد ولی به نسبت عدم ورود فناوری آب این زمین‌ها به‌شکل دشت و لامزروع باقی مانده‌است. اهالی این ولایت‌ها از زمین‌ها به‌شکل للمی استفاده می‌نمایند. افغانستان دارای ۵۷ میلیارد مترمکعب در سال روان آب تجدیدپذیر است ولی حدود ۲۵ درصد یعنی ۲۰ میلیارد آن استفاده نموده متباقی ۷۵ درصد آن به کشورهای همجوار می‌ریزد. در تاریخ افغانستان کشاورزی پیشرفته و حفر جویبارها در زمان کوشانیان، غزنویان، باختران تیموریان، بابریان و تیمورشاه درانی مروج گردید. سامانهٔ آبیاری در افغانستان به‌دست وسایل نوین نبوده بلکه مانند صدها سال پیش توسط جوی‌های خاکی آبیاری می‌شود که درصدی ضایعات خیلی زیاد است. پیشتر پلان بود که در پروژه‌های بند سردهٔ غزنی، سد سلمای هرات و سد کجکی هلمند کشاورزی نوین را مروج نمایند که پروژه تا اکنون موفق نگردیده‌است. زیادهٔ زمین‌های افغانستان به‌شکل علفزار مورد استفاده مالداران قرار دارد. دهقانان افغانستان آب کشت مورد ضرورت خود را از آب باران، دریا، چشمه‌ها (کاریز) هر دو چاه به‌دست می‌آورند.
اراضی افغانستان از دیدگاه زراعت به ۶ گونه تقسیم شده‌است. زمین‌های قابل کشت، زمین‌های تحت غرس نهال‌ها، که هر دو قسمت ۷٫۸ میلیون هکتار ۱۱٫۹۶٪ ساحهٔ خاک را دربردارد. علفزارها ۳۱ میلیون هکتار که حدود ۴۹٪ می‌باشد؛ جنگل‌ها ۱٫۹ میلیون هکتار ۳٪؛ زمین‌های تحت آب و زمین‌های غیر مزروعی است. اراضی افغانستان طوریست که هر منطقه دشت و دره آب هوا مخصوص دارند؛ مثلاً ولسوالی سروبی که در ۳۰ کیلومتری کابل موقعیت دارد در زمستان برف‌باری ندارد. ولایت قندهار، خوست، ننگرهار، لغمان، گرمسیر بوده در زمستان برف‌باری ندارند. ۱ بر ۶ حصهٔ خاک را دشت تشکیل داده‌است که به مساحت ۱۰۸٬۷۰۴ کیلومترمربع ۱۰٬۸۷۰ میلیون هکتار می‌شود. بالاتر از ۸۰ درصد منابع آبی افغانستان را کوه‌های هندوکش تشکیل می‌دهند. درمجموع ۷٫۸ میلیون هکتار ساحهٔ قابل کشت وجود دارد. از جمله ۳٫۳ میلیون هکتار (۱۸۱٫۵ میلیون جریب) آبی ۴٫۵ میلیون هکتار (۲۲٫۵ میلیون جریب) للمی یا بارانی وجود دارد. از جمله ۴ میلیون هکتار تحت کشت است. در سال ۲۰۱۰ حدود ۳٫۱ میلیون هکتار تحت زرع علوفه‌جات و از جمله ۲ میلیون هکتار تحت زرع گندم قرار داشت. زمین‌های سیر آب حدود ۱٫۸ میلیون هکتار را دربردارد. در ۱٫۴۴ میلیون هکتار به نسبت آب کافی دو بار کشت می‌شود طور طبیعی به جز چند نبات محدود همهٔ نباتات درین خاک می‌رویند. در اکثر نقاط شمال، جنوب، و جنوب شرقی افغانستان حرارت در تابستان به ۴۵ درجه می‌کشاند. زیادترین آب درین مناطق به مصرف می‌رسد سطح تبخیر درین مناطق زیاد بوده در ظرف ۳ تا ۶ روز زمین دوباره خشک می‌شود. حرارت زمین الی ۲۰ درجه بیشتر از حرارت هوا است. خشکسالی در همین مناطق بروز می‌کند.

## آبرسانی و کانال‌کشی شهری
آبرسانی فرهنگ است که سال‌ها پیش در میان جوامع بشری افغانستان وجود داشته‌است. مردم از سه منبع یعنی جوی‌ها، چاه‌ها و چشمه آب می‌نوشیدند. در بعضی محلات به‌خصوص در شمال افغانستان مردم آب آشامیدنی خویش را در حوض‌های سرباز ذخیره می‌نمودند. در بعضی محلات مردم زیر تپه و کوه را حفر نموده در آنجا برف زمستان را جمع می‌نمودند. در تمام سال ازین آب استفاده می‌نمودند. همهٔ این گونه آب‌ها عاری از خطر نبوده در بعضی مواقع امراض چون وبا، لیشمانیاز و مالاریا باعث خطر جدی باشندگان همان جای می‌گردید. تا اکنون مردم دهات بنا بر عدم دانایی کافی عقیده دارند آب روان که هفت ملاق زند آب پاک است. بنیاد رسانیدن آب بهداشتی در شهر کابل توسط عبدالرحمن خان آغاز گردید. برای نخستین بار آب بهداشتی در درمانگاه ابن سینا تهیه گردید. سپس در زمان شاه امان‌الله کار انتقال آب آشامیدنی مردم کابل از حوض طبیعی کوه پغمان به اکمال رسید. نل‌های آب در چندین نقطهٔ شهر غرض استفاده مردم نصب گردید. در زمان ظاهر شاه نخستین فابریکهٔ کوچک تصفیه آب در شهر کابل نصب و به شهریان کابل حدود چهار ساعت آب می‌رسانید. به همین ترتیب پروژهٔ آبرسانی در ولایت‌های هرات، مزارشریف و ننگرهار آغاز گردید. ریاست آبرسانی در اکثر مکاتب ولایت‌ها و ولسوالی‌ها نصب پمپ دستی یا بمبه را نمود. در بعضی پروژه‌ها که روس‌ها و آمریکایی‌ها کار می‌نمودند توانستن توزیع ۲۴ ساعتهٔ آب آشامیدنی را مهیا کنند. این پروژه‌ها مانند مکرویان اول، دوم، سوم، و چهارم، پروژهٔ تفحصات مزارشریف و پروژهٔ فارم غازی آباد، پروژهٔ فارم سمرخیل، پروژهٔ وادی لشکرگاه پروژهٔ مالداری هرات و غیره بودند. تسلسل توزیع آب آشامیدنی به نسبت جنگ‌های داخلی تا امروز قطع گردید. پس از سال ۲۰۰۲ دوباره پروژه‌های آبرسانی توسط ایالات متحده آمریکا آلمان و سایر کشورها از طریق چند مراجع به‌خصوص ریاست آبرسانی و وزارت انکشاف دهات وزارت شهرسازی تحت کار گرفته شد. براساس گزارش یونیسف تاکنون ۱۶٫۸ میلیون شهروند افغانستان یا ۷۰ درصد خاک آب صحی آشامیدنی ندارند. قربانی آب غیر صحی در درجهٔ نخست کودکان هستند؛ اکنون در افغانستان از هر چهار کودک یکی آن‌ها می‌میرند. در سال ۵۰٬۰۰۰ کودک باالاثر بیماری اسهال که ناشی از آب غیربهداشتی است می‌میرند. اکنون ادارهٔ بانک انکشاف جهانی ادارهٔ آغا خان، UNHCR,DACAAR, USAID, و از کشور آلمان کمپنی، GTZ,INVENT, KFW در پروژهٔ آبرسانی همکاری می‌نمایند.
در این اواخر بانک جهانی خواست تا دولت افغانستان از تجربهٔ آبرسانی و فاضلاب کشور هند و برزیل استفاده به عمل آورند. این سازمان کوشش دارد تا افغانستان از آب‌های سطحی خویش در صنعت و آشامیدن استفاده نماید. بدین منظور قراردادی میان هند و افغانستان به امضاء رسید. میزان سرمایهٔ شرکت آب و فاضلاب افغانستان ۱ میلیارد و ۵۹۰ میلیون افغانی یا ۳ میلیون و ۴۰۰ هزار دلار اعلام شد. در این نشست اعلام شد که بانک جهانی و اداره توسعه بین‌المللی آمریکا ۴۱ میلیون دلار برای مدت پنج سال برای توسعهٔ فعالیت‌های آبرسانی در اختیار شرکت آب و فاضلاب افغانستان قرار خواهد داد. هکذا بانک جهانی اعلام کرد که برای بازسازی پروژه‌های سامانهٔ آبیاری بخش کشاورزی در مناطق روستایی افغانستان، مبلغ ۳۳ میلیون و ۵۰۰ هزار دلار کمک اختصاص داده‌است. این مبلغ در احیا و بازسازی ۹۳ پروژهٔ کوچک و بزرگ، توسعهٔ تأسیسات هواشناسی آب در ۳۰ ایستگاه و ۶ دستگاه آزمایشگاه اندازه‌گیری گل‌ولای هزینه خواهد شد. این نهاد مالی هفت سال پیش، ۴۰ میلیون دلار برای بازسازی پروژه‌های اضطراری آبیاری در کابل، ننگرهار، قندهار، کندوز، هرات و مزار شریف اختصاص داده بود که از آن زمان تاکنون این کمک‌ها به ۵۳ میلیون دلار رسیده‌است. سامانهٔ آبیاری بخش کشاورزی کشور در سه دههٔ گذشته به علت دلایل متعدد آسیب زیادی دیده‌است. در حال حاضر بیش از یک میلیون هکتار زمین نیاز به بازسازی و احیای سامانهٔ آبیاری دارد. طوریکه ۱۲ درصد زمین‌ها قابل کشت است و ۸۵ درصد آن نیاز به آبیاری دارد فعلاً ۲۵ درصد سامانهٔ آبیاری افغانستان فعال است.
براساس اظهارات شرکت آبرسانی افغانستان تنها دو میلیون نفوس در سراسر کشور دسترسی به آب آشامیدنی صحی دارند. حال آنکه نیازمندی مردم به آب در سطح کشور، ۳۰۰ هزار مترمکعب در ۲۴ ساعت بوده و سالانه ۹۳۶٫۶۸ میلیون متر مکعب آب مورد ضرورت مردم است. به گفتهٔ رئیس شرکت آبرسانی افغانستان هم‌اکنون در سراسر کشور ۵۵ مخزن آب زیر زمینی و ۵۶ مخزن آب ارتفاعی وجود دارد که حجم مخازن به ۶۲٬۳۵۱ مترمکعب می‌رسد. مقدار پمپ شدن روزانهٔ آب در کشور به ۹۷٬۵۳۴ متر مکعب آب تولید شده و ۱٬۵۷۶ نل‌های آب عامه است که مردم از آن استفاده می‌کنند. این در حالیست که در سطح کشور ۱۲۴ میلیون مترمکعب آب‌های شیرین موجود است. تولید آب در افغانستان توسط مراجع رسمی و شخصی ۱۴۰ هزار مترمکعب است. تا فعلاً در سطح کشور ۴۵٬۶۶۶ عدد بمبه دستی نصب گردیده‌است. شهر کابل که دارای چهار میلیون نفوس دارد دارای مجموعی ۳۴ هزار متر مکعب آب تولیدات دارد که همه آب تحت‌العرضی است. شهر کابل در یک سال توانایی ۴۴ میلیون متر مکعب را دارد که این آب ناکافی بوده از چاه‌های اطراف کابل استفاده به عمل می‌آید. آب شهر کابل از ۴۲ حلقهٔ چاه عمیق، دو کاریز و سه پروژهٔ بزرگ در سه نقطهٔ شهر کابل به‌دست می‌آید. شهر کابل دارای ۳۰ تا ۳۵ هزار چاه خود سر دارند. مردم روزانه حداقل ۳٬۵۰۰ مترمکعب آب را استخراج می‌نمایند. تمامی پروژه‌ها و بلندمنزل‌های شخصی از خود چاه عمیق دارند به همین ترتیب فاقد کانال‌کشی هستند.. در کنار هر تعمیر چاه فاضلاب نیز حفر گردیده‌است.
براساس اظهارات نجیب‌الله پتان رئیس عمومی آبرسانی و کانالیزاسیون از سال ۲۰۰۲ به اینسو مطالعات تکنیکی ۳۴ ولایت افغانستان را توسط متخصصان بانک جهانی، کشور آلمان و USAID انجام داده شده‌است. طبق همین مطالعات پلان سرمایه‌گذاری طی سه مرحله یعنی کوتاه مدت، میان مدت و دراز مدت ترتیب شده‌است که فعلاً پلان مرحلهٔ کوتاه مدت در حال تطبیق قرار دارد. اکنون در ۱۷ شهر، شبکه‌های خدمات آبرسانی فعالیت دارد. درمجموع از ۶٫۶ میلیون نفوس شهرنشینان به دو میلیون نفوس خدمات آبرسانی را مهیا گردیده‌است. مرحلهٔ (کوتاه مدت) با تمویل مشترک بانک جهانی و کشور آلمان به هزینهٔ ۵۰ میلیون دالر از ۲۰۰۷ شروع گردیده و در اخیر دسامبر ۲۰۱۰ به پایهٔ اکمال رسید. ۳۰ میلیون دالر سرمایه‌گذاری در ۱۴ مرکز ولایات به کمک بانک جهانی روی دست است.

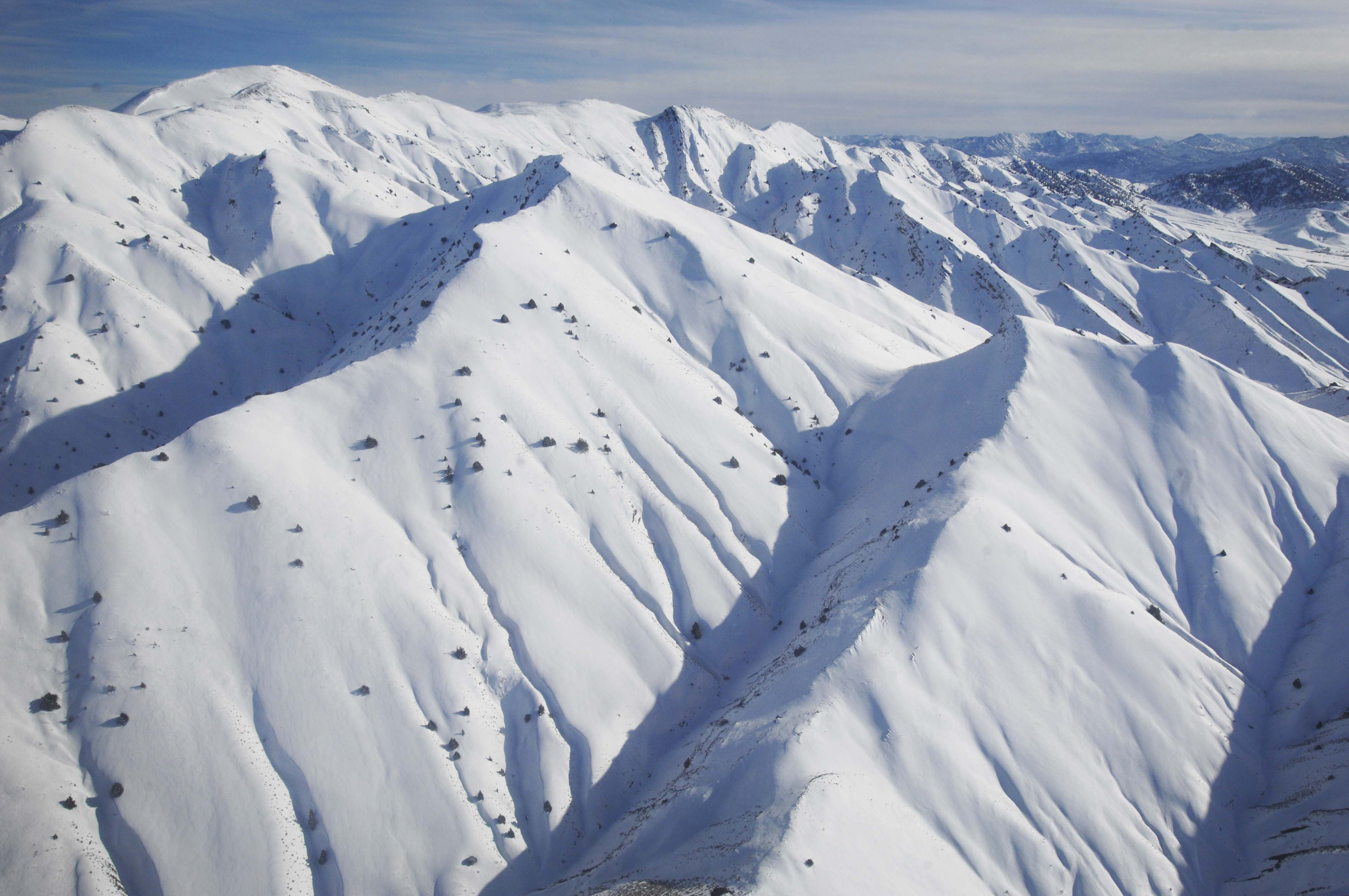
کوه‌های پر برف در ولایت پکتیا افغانستان

## آب و منابع آبی در افغانستان
مهم‌ترین منابع آبی افغانستان عبارتند از:
1. آب‌های چاه و چشمه‌ها
2. آب‌های بارندگی از قبیل باران، برف، ژاله و غیره
3. آب‌های سطحی جوی‌ها، دریاچه‌ها و دریاها
4. بندها و حوض‌های طبیعی و مصنوعی
5. یخچال‌ها، کوه‌ها و قله‌ها
6. بخارات اتمسفر

عمده‌ترین رشته‌کوه که دارای قله‌های مملو از برف و یخچال‌ها است رشته‌کوه هندوکش و شاخه‌های کوچک آن است. این کوه تقریباً بالاتر از ۷۵ درصد خاک افغانستان را پوشانیده‌است. مجموعاً کوه‌های هندوکش دارای درازای ۹۹۶ کیلومتر است. تا حدود ۶۰۰ کیلومتر را به نام هندوکش متباقی را به‌نام‌های دیگر می‌نامند شاخه‌های هندوکش عبارتند از کوه بابا با مسافت ۲۰۰ کیلومتر، سیاه‌کوه ۶۲۸ کیلومتر کوه پغمان، کوه سلیمان، سفید کوه، فیروز کوه ۳۵۲ کیلومتر تیر بند ترکستان، پاراپامیزاد و غیره است. پهنای هندوکش متفاوت‌اند؛ عموماً پهنای این کوه ۱۰۰ تا ۲۴۰ کیلومتر است. ارتفاع میانگین این رشته‌کوه ۴٬۵۰۰ متر از سطح دریا است. میانگین بارندگی درین مناطق از ۲۵۰ تا ۴۵۰ ملی متر در سال است. بارندگی در کوه‌های پامیر تا هزار میلی‌متر در سال می‌باشد. بیشتر قله‌های هندوکش شرقی دارای یخچال‌های دایمی می‌باشند. هندوکش مرکزی مانند سالنگ‌ها، یکاولنک، درهٔ صوف، بامیان، هزاره جات و چغچران مدت شش ماه پر از برف می‌باشند. در وادی‌ها، دامنه‌های کوه‌ها و تپه‌های اطراف هندوکش، کوه‌های پغمان و بابا سرخ پارسا، دره‌جات بهسود، سوخته وادی، میر سبز، ناهور، مالستان، دایه فولاد، ارزگان، غاب، دایکندی، ایماقستان و نواحی شرق و جنوب هندوکش مناطق استالف، گل دره، شکر دره، پغمان، جلگهٔ میدان، جلریز، بیک سمند، دایمرداد، خوات، تورمی، قیاق گل بوری، ترکان، ککرک، شاکی، زرسنگ، قره باغ، زرد آلو، تمکی، رسنه، سنگ ماشه، دی چوپان، خاک افغان، وادی ارغنداب و گیزاب منبع بزرگ چشمه‌ها است. ساحات کوه بابا مملو از تپه‌های خاکی است که این تپه‌ها در زمستان آب را ذخیره نموده در تابستان منبع چشمه‌ها است. تغییر ارتفاعات در ساختن بندهای برق، بندهای آبی زراعتی، حوض‌های آبی هموار در کنار دریا غرض پرورش ماهی و مرغابی و غیره ساختمان‌های زراعتی این کشور را کمک می‌کند. سطح ارتفاع شهر جلال‌آباد دارای ۴۵۰ متر است در حالیکه در بدخشان سطح ارتفاع بالاتر از ۲٬۸۰۰ متر به‌طور میانگین می‌رسد. زیاده‌ترین نقاط پرآب و شاداب را قسمت شمال شرقی افغانستان مانند کنر، نورستان دره‌های پنجشیر بدخشان وتخار تشکیل می‌دهند.
قسمت‌های مرکزی کوه‌های هندوکش و کوه‌بابا که ولایت‌های پروان، میدان وردک، بامیان، دایکندی، شهر چخچران، شهر پل خمری، ولسوالی چارکنت، شهر شولگره، سرپل را احتوا نموده‌است منبع بزرگ آبی کشور به‌حساب می‌آید. ۸۰ درصد منبع آبی کشور را کوه‌های هندوکش تشکیل می‌دهد؛ که ازین مناطق دریاها سر چشمه گرفته پس از عبور از چندین ولایات به کشورهای همسایه می‌ریزد. بدبختانه افغانستان بالاثر مصروف بودن جنگ‌های چندین دهه نتوانسته معضلات این آبریزی را روی اوراق بیاورد. کشورهای همجوار غرض استفاده این آب‌ها پروژه‌های بزرگ را اعمار نموده‌است. در آینده در صورت ادعا افغانستان احتمال بروز مشکلات زیادی را در برخواهد داشت؛ که یکی از عوامل ناامنی افغانستان درهمین راز نهفته‌است. گفته می‌شود که بزودی انرژی تیل حاک به پایان می‌انجامد و آب می‌ماند تمام انرژی برای کشورها، جنگ سوم بالای معضلهٔ تقسیم آب آغاز خواهد شد. فعلاً افغانستان پنج کشور را آب می‌دهد یعنی حدود ۵۰ میلیارد لیتر آب به ارزش ۵۰ میلیارد دالر رایگان به کشورهای همسایه داده می‌شود. درحالیکه پاکستان بندر کراچی را بالای بازرگانان و کالای صادراتی افغانستان از مدت ۳۰ سال به این طرف مسدود نموده‌است که صد در صد خلاف موازین و مقررات بین‌المللی در مورد کشورهای محاط به خشکه است. افغانستان نظر به ظرفیت آبی خود و توپوگرافی ناهموار که دارد در آینده‌ها نخستین کشور تولید برق خواهد بود. در نواحی تنگی ابریشم و پلچرخی امکان ذخیره‌نمودن میلیون‌ها مترمکعب آب وجود دارد. با بند نمودن تنگی ابریشم چندین سد برقی می‌توان اعمار نمود؛ زیرا ارتفاع سروبی و کابل ۱٬۰۰۰ متر فرق دارد. افغانستان دارای چندین صد دریاچه و بیشتر از ۲۵ دریای بزرگ است مهم‌ترین دریاهای که از کنار دشت‌های پهن‌آور می‌گذرد عبارتند از رود آمو، رود هلمند، رود کابل، دریای اندراب یا قندوز، هریرودو رود مرغاب است.

### دریای آمو (آمودریا)
این دریا از کوه‌های پامیر افغانستان و تاجیکستان شروع می‌گردد و از شمال شرق رو به جنوب غرب جریان پیدا می‌کند، در قسمت پنج سرعت این دریا خیلی تند و با شتاب می‌گردد. در قسمت شمال شرقی بدخشان دریای آمو یک چرخ مثلثی زده بازهم به مسیر خود ادامه می‌دهد و پس از طی مسافت ۲٬۴۰۰ کیلومتر به دریاچهٔ خوارزم می‌ریزد. کوه‌های پامیر دارای بارندگی ۱٬۰۰۰ میلی‌متر در یک سال بوده و به همین دلیل این دریای بزرگ را به جریان انداخته‌است. این دریا در یک ثانیه ۲٬۰۰۰ متر مکعب و در یک سال ۲۲ میلیارد آب را انتقال می‌دهد. در کنار این دریا دشت‌های لامزروع و کم ارتفاع به اندازهٔ یک میلیون هکتار (۱۰ میلیون جریب) قرار دارد؛ که با مصرف کم می‌تواند زیادهٔ قسمت این دشت‌ها را سیراب نمود.
عرض دریا در بسیاری از جاها بیشتر از یک کیلومتر است. قسمت کم عرض آن در نواحی حیرتان واقع شده‌است. از لحاظ قانونی افغانستان از اینکه منشأ این دریا است حق استفاده بیشتر را دارد. برخلاف این اصل ازبکستان ۶۰ درصد ازین آب استفاده می‌نماید و هم از طلا که این رود سالانه دارد. در صورت احداث پروژه‌ها در افغانستان با مشکلات و ممانعت‌های زیادی روبرو خواهد بود. این دریا در مرز دو کشور قرار دارد و به نام آب‌های بین‌المللی یاد می‌شود دارای قانون خاص است.
جدول زیر مربوط به مقدار تولید و مصارف آب دریای آمو است:
| نام کشور  | سهم‌گیری درآب آمو به‌تناسب سال\کیلومتر مکعب | سهم که کشورها باید مستفید شوند به درصد | آبیاری اراضی به میلون هکتار | تخصیص آب | درصدی کل که استفاده می‌شود |
| --------- | ----------------------------------------- | -------------------------------------- | --------------------------- | -------- | ------------------------- |
| افغانستان | ۲۴**                                      | ۳۰٪                                    | ۱٬۲                         | ۰        | ۰                         |
| تاجیکستان | ۴۹                                        | ٪ ۶۱                                   | ۰٬۵                         | ۹٬۵      | ۱۵٬۴                      |
| ازبکستان  | ۴٬۸                                       | ٪ ۶                                    | ۲٬۳                         | ۲۹٬۶     | ۴۸٬۲                      |
| ترکمنستان | ۰٬۸۲                                      | ٪ ۱                                    | ۱٬۷                         | ۲۲       | ۸، ۳۵                     |
| قرقیزستان | ۱٬۶                                       | ٪ ۲                                    | ۱٬۰                         | ۴٬۰      | ۶، ۰                      |
| مجموعه کل | ۸۰٬۲۲                                     | ٪ ۱۰۰                                  | ۸، ۵                        | ۵، ۶۱    | ٪ ۱۰۰                     |

### رودخانهٔ هلمند
دومین رودخانه پراهمیت رود هلمند است که از سنگلاخ یا ۸۰ کیلومتری غرب کابل سرچشمه گرفته و از شمال به جنوب غرب کوهستان‌ها هزاره‌جات را پشت سر گذاشته در گرشک داخل ریگستان‌ها دشت مارگو می‌شود. پسانتر به‌طرف سیستان جریان نموده. به تالاب بین‌المللی هامون در منطقهٔ سیستان ایران می‌ریزد. درازای این رودخانه ۸۳۵ کیلومتر است. در مسیر این رود سد کجکی با ظرفیت ۶۷۰ میلون متر مکعب اعمار گردیده‌است. در سال ۲۰۱۱ کار بند کمال خان نیز در مسیر این دریا آغاز گردیده‌است. این بند در زمان داود خان سروی و به ارزش ۳۳ میلیون دالر با حکومت چکسلواکی قرارداد گردیده بود که در این ۳۲ سال کار آن متوقف بود. رودخانهٔ هلمند در مجموع ۳۸۶٬۰۰۰ کیلومتر مربع را می‌تواند آبریزی کند؛ و اگر از این آب درست استفاده شود می‌توان تمام زمین‌های اطراف این رودخانه را زیر کشت محصولات زراعی برد.

### فراه رود
یکی از رودخانه‌های سیراب و پراهمیت افغانستان فراه‌رود است. این رودخانه از بند باین و خاک یارک ولسوالی دولینه سرچشمه گرفته پس از گذشتن از ریگستان‌های فراه در تالاب هامون می‌ریزد. مناطق زیاد در غور، پرچمن و فراه به نام آن مسمی گردیده، ازین رودخانه در زمین‌های زراعتی استفاده به عمل می‌آید، اما در جوار این رودخانه زمین زراعتی کم است ولی با استفاده از فناوری و ذخیرهٔ آب ولایت فراه که کاملاً دشت است می‌توان آبیاری نمود. طول این رودخانه ۵۶۰ کیلومتر است.

### رودخانهٔ کابل
این دریا از محدودهٔ سنگلاخ سرچشمه گرفته در درهٔ اونی کوه پغمان از رودخانهٔ هلمند جدا می‌شود سپس جلگهٔ میدان را آبیاری نموده، وارد شهر کابل می‌شود، سپس در جلگهٔ سروبی با رودخانهٔ پنجشیر ملحق شده به جلگهٔ جلال‌آباد می‌ریزد. این رودخانه دارای درازای ۷۰۰ کیلومتر بوده سرانجام به رود سند می‌ریزد که ۴۶۰ کیلومتر آن در درون خاک افغانستان جریان دارد.

### رود مرغاب
این رودخانه که معاون آن رودخانهٔ کاشان است از نقطهٔ اتصال سفیدکوه و تیربند ترکستان سرچشمه گرفته به طرف غرب در وادی وسیعی جریان دارد. در نزدیکی بالا مرغاب رود قیصار هم به آن افزون شده و پس از عبور از علاقهٔ پنج‌ده و آق‌تپه، رود کشک هم به ملحق می‌شود و سرانجام پس از طی مسافت ۹۶۰ کیلومتر در ریگستان قراقروم ترکمنستان می‌ریزد. این رودخانه از میان چندین کوه گذشته سپس به ارتفاعات هموار می‌ریزد با استفاده از فناوری معاصر امکانات زیاد در ذخیره استحصال برق و مزروعی ساختن اراضی زراعتی مورد استفاده قرار داد.

### هریرود
این رودخانه هم از دامنه‌های کوه بابا درمناطق مرکزی کشور سرچشمه می‌گیرد. هریرود فاصلهٔ طولانی را در داخل ولایت غور طی نموده و با عبور از شهر فیروزکوه مرکز آن ولایت وارد ولایت هرات می‌شود. سرانجام وارد ترکمنستان شده و در ریگزارهای قره‌قوم دفن می‌گردد. این رود ۱٬۱۲۴ کیلومتر درازا داشته و ۵۶۰ کیلومتر آن در داخل افغانستان جاری است. ۶۰ کیلومتر مرز مشترک میان دو کشور ایران و افغانستان را همین رودخانه تشکیل می‌دهد. سرسبزی ولایت هرات از آب هریرود است ولی با آن همه، استفاده چندانی از آب این رودخانه در داخل افغانستان صورت نگرفته و اضافه آب آن جذب ریگستان‌های کشورهای همسایه می‌گردید. درین اواخر دولت ایران و ترکمنستان ذخیره‌گاه بزرگی ازین آب غرض آبیاری جلوگیری از سیلاب مناطق دو کشور ساخته‌است.

## ذخایر آب و نقش آن در توسعه زراعت و صنعت در افغانستان
مهم‌ترین منبع آبی افغانستان یخچال‌های دایمی قلل‌های بلندکوه هندو کش و چشمه‌ها است. بالاتر از ۷۵ درصد خاک را کوها تشکیل داده‌است. تمامی رودخانه های افغانستان از این کوه ها منشأ می‌گیرد. از سرازیر شدن این آب‌ها نظر به موقعیت جغرافیای و سرعت آب می‌توان گاهی ذخیره فراوانی را ساخت. تکنولوژی امروز نظر به موقعیت جغرافیای دریا و آب انواع بندها را اختراع نموده‌است. کشیدن تونل‌های آب توسط ماشین‌های TBM، ساختن کاسه‌های بزرگ آبی توسط انفجارات اتمی، ساختن کانال‌ها توسط Vertical cannal drilling machin و تی بی ایم و غیره ماشین‌های مدرن که سرعت کارا خیلی سریع می‌سازد. از این رودها توسعه اراضی زراعتی را نمود و از انرژی پوتانشیل آن برق استحصال نمود.

واضع است که همه ساله در افغانستان نفوس ازدیاد می‌یابد با ازدیاد نفوس برخلاف زمین‌های زراعتی تحت ساختمان قرار می‌گیرد و آبی که برای زراعت طبیعی به مصرف می‌رسید به سایر موارد به مصرف می‌رسد. این آب پس از استفاده مخلوط با روغنیات و مواد کیمیاوی گردیده واپس تبخیر نمی‌کنند رطوبت نسبی نیز پائین می‌آید. ملت افغان از قدیم‌الایام زراعت پیشه بودند آبی که توسط جوی‌ها داخل محلات مسکونی می‌گردید مطابق به نفوس و زمین مورد ضرورت کافی بود. در سه دهه جنگ مردم کشت و کار را رها کرده مهاجر گردیدند در زمان برگشت نفوس دوچند ازدیاد یافت. لازم بود تا مقدار منابع آب و زمین زراعتی ازدیاد میافت ولی چنین نشد. بنا بر چندین عوامل تعداد از زمین‌ها این کشور از کشت بازماند. در نتیجه کشور از حالت خود کفائی برآمده محتاج است تا یک تعداد از محصولات زراعتی و تولیدات محصولات زراعتی را از خارج وارد کند. پس از سال ۲۰۰۲ که تحولات در افغانستان رونما گردید دولت افغانستان الی سال ۲۰۰۹ روی عوامل نامعلوم اهمیت زراعت را فراموش نموده بود. ضرورت بود الی خروج خارجی‌ها در اعمار بندها. ذخیره گاهی کانال‌ها و توسعه اراضی زراعتی می‌کوشید تا ملت ما کمافی سال‌های قبل از لحاظ خوراک متکی بخود می‌شد. در صورت بهبود زراعت صنعت این کشور رونق می‌گرفت. فعلاً صرف ۱۲ درصد زمین این کشور تحت کشت حدود ۴۶ درصد آن علفزار و۳درصد آن جنگل است. باالاثر همکاری دولت آلمان وضع زراعت آبیاری و آبرسانی در ولایت کندز بهتر گردیده‌است. زیاده زمین‌های کندز تحت کشت گندم قرار گرفته‌است. با فعال ساختن پروژه‌های آبی می‌توان صنعت را رشد داد. صنعت ضرورت به برق زراعت پیشرفته، راه پخته و سیستم آبرسانی مدرن دارد. تهیه آب غرض صنعت زراعت و منازل توسط ساختمان‌های زراعتی ذخیره گاه‌های آبی حوض‌های مصنوعی کشیدن تونل‌های آبی در اعماق زمین و کوه‌ها حفر هزاران چاهای عمیق آبی و غیره اکتفاپذیر خواهد بود. در سال ۲۰۱۱ دولت افغانستان به جهانیان اعلان نمود که افغانستان غرض تنظیم آب خویش مبلغ ۱۲ بیلون دالر ضرورت دارد. مقدار آب سرانه ۲۷۷۸ مترمکعب در یک سال است در حالی که ۱۴۲۰ متر مکعب آن در دسترس قرار دارد.

### حوضه رودخانه‌های افغانستان

پنج حوزه آبی افغانستان

طبق پیشنهاد وزارت انرژی و آب و سایر مراجع ذی‌ربط افغانستان به پنج حوضه دریای تبدیل گردید که عبارتند از حوضه آمو، حوضه شمال، حوضه مرغاب و هریرود، حوضه هلمند و حوزه رود کابل است. این پیشنهاد توسط رئیس‌جمهور افغانستان شش وزیر و رئیس اداره محیط زیست منظور گردید. یک تعداد از سازمان‌ها و بانک‌های که در حصه اعمار و احیا پنج حوزه همکاری نموده‌اند از قبیل بانک جهانی مبلغ ۷۵ میلون دالر در تمام ۵ حوزه. بانک آسیایی اداره(JFPR) مبلغ ۱۵ میلون دالر غرض احیا و ترمیم دریای شمال. اداره (JFPR) جاپان مبلغ ۱۰ میلون دالر را غرض احیا دریای بلخ. اتحادیه اروپا مبلغ ۱۵ میلون دالر غرض اعمار پروژه‌ها بالای دریای کندز. کشور کانادا و دوبی ADB مبلغ ۹۰ میلون دالر غرض احیا و اعمار در دریای مرغاب و هری رود. اداره EC در بخش دریای آمو کمک نموده‌اند که ملت افغان ازین‌ها تشکر می‌نماید.

#### جدول پنج حوضه آبی افغانستان
| اسم رود    | الگو | رودهای که با این رودخانه ملحق می‌شود                               | اراضی تحت پوشش به کیلومتر مربع | ظرفیت رودخانه به بیلون متر مکعب | کشور منبع             | به کشور که می‌ریزد  |
| ---------- | ---- | ----------------------------------------------------------------- | ------------------------------ | ------------------------------- | --------------------- | ------------------ |
| رود آمو    |      | واخان کوکچه قندز پامیر پنج                                        | ۹۱٫۵                           | ۲۲                              | افغانستان · تاجیکستان | ازبکستان ترکمنستان |
| رود شمال   |      | [شیرین تگاب سرپل بلخ]                                             | ۷۱٬۷                           | ۱٫۸۸                            | افغانستان             | افغانستان          |
| رود هلمند  |      | هلمند ارغنداب غزنی ترنک ارغستان موسی قلعه                         | ۲۶۴۹                           | ۹٬۳۰                            | افغانستان             | ایران              |
| دریای غربی |      | خاش رود ادرسکن فراه رود هریرود مرغاب کشک گلران و غیره             | ۷۸٬۴                           | ۳٬۰۶                            | افغانستان             | ایران و ترکمنستان  |
| رود کابل   |      | میدان کابل لوگر شتل غوربند پنجشیر علی شنگ علی نگار لغمان جلال‌آباد | ۷۷٬۷                           | ۲۰٬۷۶                           | افغانستان             | پاکستان            |
| مجموعه     |      | ۳۳رودخانه بزرگ                                                    | ۲۹۶۸٬۳                         | ۵۷                              |                       |                    |

## چالشها در روند سیاسی تنظیم آب در افغانستان
با رشد نفوس نا موزون مقدار آب‌های آلوده و چرب ازدیاد یافته ظرفیت‌های آب‌های شیرین پائین می‌آید. در دو طرف افغانستان دو کشور قرار دارد که رشد نفوس آن از ۲ درصد اضافه‌اند این حتماً بالای کشورهای همسایه تأثیر ناگوار دارد به‌خصوص بالای ظرفیت‌های آب. در منطقه آسیای میانه افغانستان یگانه کشور است که ۷۵ میلیارد مکعب آب شیرین دارد صرف از ۲۰ میلون آن استفاده نموده متباقی به کشورهای همسایه می‌ریزد. درطی ۳۰ سال که افغانستان مصروف جنگ بود کشورهای همسایه از آب دریاهای افغانستان در کشورهای خود پروژه‌های را بنا نمودند که برای آن‌ها نیز حیاتی است. این پروژه‌ها طوری بنا شده‌است که اصلاً آبی برای افغانستان باقی نخواهد ماند.
آب دریای کابل در حصه اتک به دریای سند ریخته سر زمین‌های ملتان، علی پور و حیدر آباد را سیر آب و سرسبز می‌سازد. پاکستان کشوری است که نان گندم در آن جا خیلی اساس است و پاکستان پروژه‌های کشت گندم خود را از همین آب تأمین می‌کند. در حالی که از مدت ۳۰ سال است که پا کستان بندر تجارتی آبی خود را بالای افغانستان به منظورهای خیلی ناروا مسدود نموده‌است که خلاف موازین کشورهای محاط به خشکه‌است. کشورهای تاجکستان و قرغیزستان که مانند افغانستان دارای منابع غنی آب اند نیز معضلات آب با سایر کشورهای آنطرف آمو دارند؛ ولی آن‌ها آب و برق ۲۴ ساعته طور نارمل دارند.
آن عده کشورهای آسیای میانه که در حوزه جهیل اورال قرار دارند مهم‌ترین تأمین‌کننده آب شیرین برای این کشورها همین جهیل به‌شمار می‌رود ۹۰ درصد آب جهیل اورال از ریختن آب‌های رود آمو است. کانال معروف قرا قوم شریان حیاتی آب ترکمنستان است رودخانه آمو به عنوان بزرگ‌ترین تأمین‌کننده آب برای این کانال به‌شمار می‌رود. ترکمنستان جز آب این کانال دیگر منبع آبی ندارد که تمام ترکمنستان را آبیاری نماید. کانال قراقروم برای حل مشکلات خشک‌سالی و کم‌آبی ترکمنستان احداث شده و از جمله بزرگ‌ترین پروژه‌های عمرانی داخلی شوروی سابق به‌شمار می‌رفت. این کانال حجم بسیار زیاد آب رودخانه آمو را در شرق ترکمنستان گرفته و به داخل خاک این کشور جاری می‌سازد. این کانا ل حدود یک میلیون هکتار زمین کشاورزی را که شامل کشت‌زارهای پنبه است، آبیاری می‌کند. ترکمنستان خشکترین منطقه آسیای میانه‌است.
کشور تاجیکستان علاوه بر استفاده وسیع در بخش کشاورزی از آب آمو، در نظر دارد که به تعداد ۱۴ نیروگاه برقی را با توان مجموعی چهارهزار میگاوات، بالای رودخانه آمو اعمار کند که بزرگ‌ترین آن‌ها نیروگاه دشت جم با ظرفیت تولیدی ۱۵٫۶ میلیارد کیلوات ساعت برق در سال خواهد بود. هزینه این پروژه تقریباً چهار هزار میلیون دلار آمریکایی تخمین شده‌است.
زیاده‌ترین آب دریای آمو را جمهوری ازبکستان در کشت نباتات به مصرف می‌رساند. دریای آمو دو بار داخل ازبکستان شده در اخیر به جهیل آرال می‌ریزد که کشور قزاقستان از آن نیز استفاده می‌نماید. مزارع شش ولایت ازبکستان از آّب دریای آمو سر سبز است. هکذا ازبکستان سد بزرگ (تورپالانگ) در جنوب ولایت سرخان دریا اعمار نموده‌است. کانال بزرگ بخارا به منظور آبیاری و استحصال آب استیشن برق نوایی نیز بالای آب این دریا است. وهم ازبکستان چندین بند و کانال ازین دریا ساخته‌است. وهم درین اواخر ترکمنستان وایران سد دیگری را در مسیر دریای مرغاب اعمار نموده‌اند که هر دو کشور از آن استفاده می‌نمایند.
ایران کشور همسایه غربی افغانستان که از دریای هیرمند و هریرود استفاده می‌نماید. دولت ایران طی خشکسالی‌های اخیر بااستفاده از مشورت‌های تخصصی جاپانی‌ها، آب رودخانه هیرمند، را در گودال‌های که در کنار مرز با افغانستان اعمار گردیده هدایت نموده و ذخیره می‌نماید. این ذخیره گاه‌های (مصنوعی) درایران به نام چاه‌های نیمه زابل یاد می‌شود که قبلاً تعداد آن‌ها به سه حلقه می‌رسید و این چاه‌نیمه‌ها به ظرفیت ۰٫۷ میلیارد متر مکعب برای مصرف آشامیدنی و حقابه زیست‌محیطی تالاب بین‌المللی هامون احداث گردیده بودند اما دولت ایران با احداث چاه‌نیمه چهارمی ظرفیت آن‌ها را به ۱ میلیارد متر مکعب رسانید. برای احداث چاه‌نیمه چهارم در مجاورت چاه‌نیمه‌های قبلی که با میلیون‌ها دلار احداث شده‌اند مبلغ هشتاد میلیون دلار پول به مصرف رسیده و کار احداث آن در اوایل سال ۱۳۸۳ شمسی به پایان رسید.
طرح احداث خط لوله ۱۹۲ کیلومتری (آب برای شهر یک میلیون جمعیتی زاهدان) از پروژه‌های مهم دیگری است که جهت انتقال آب ذخیره شده از رود هیرمند، در چاه‌نیمه‌ها به شهر زاهدان در سال ۱۳۸۳ به بهره‌برداری سپرده شد. قراراست که آب انتقال شده توسط این خط لوله که مقدار آن به ۳۷ میلیون مترمکعب برسد، نیازهای آبی (هشتصد هزار نفر) از ساکنان شهر زاهدان مرکز استان سیستان وبلوچستان را در سال تأمین کند. برای اجرای این پروژه هم مبلغی در حدود ۷۵ میلیون دالر به مصرف رسیده‌است. این در حالی است که به اساس معاهده سال ۱۳۵۱ در مورد تقسیم آب رودخانه هیرمند، جانب ایران حق استفاده از آب هیرمند را به‌طوری‌که در حال حاضر جریان دارد، دارا ناست؛ زیرا مطابق به مفاد قرارداد تقسیم آب هیرمند بین دو کشور از مجموع ۱۷۶ متر مکعب فی ثانیه آب هیرمند، حقابه ایران صرف ۲۶ مترمکعب فی ثانیه که معادل ۸۲۰ میلیون مترمکعب در سال می‌شود، تعیین گردیده‌است. تأمین آب موردنیاز شهر زاهدان با جمعیت تخمیناً یک میلیونی آن از ذخیره‌های آب هیرمند، برخلاف مواد موافقت‌نامه تقسیم آب هیرمند میان ایران و افغانستان است، زیرا درهیچ ماده یا مواد آن افغانستان تعهدی به ایران نسپرده تا آب موردنیاز مرکز استان سیستان و بلوچستان و به‌خصوص شهر زاهدان را از رودخانه هیرمند تهیه کند.

## علل خشکسالی
خشکسالی کشاورزی (Agricultural drought):
جنبه‌های مختلف خشکسالی اقلیمی یا خشکسالی هیدرولوژیکی را به تأثیرات کشاورزی پیوند می‌دهد. مفهوم این خشک سالی کمبود بارندگی، تفاوت تبخیر و تعرق واقعی با تبخیر و تعرق پتانسیل، کمبود رطوبت خاک، میزان محیط سبز، غلظت گازات درجه حرارت، سطح آب‌های زیر زمینی یا مخازن است. آب مورد نیاز گیاهان بستگی تام به شرایط غالب اقلیمی منطقه، خصوصیات بیولوژیکی گیاه مورد نظر، مرحله رشد و خصوصیات فیزیکی و بیولوژیکی خاک دارد. گفته می‌توانیم خشکسالی کشاورزی عبارتند از کمبود میزان آب مورد نیاز گیاهان مختلف در دوره‌های مختلف رشد از حالت بذر تا بلوغ است. کمبود رطوبت خاک سطحی در هنگام جوانه زنی مرحله تولید گل و تکمیل نمودن ضروریات داخل تخم خیلی‌ها پراهمیت است؛ زیرا اگر در مرحله جوانی زدن آب نباشد نبات نمی‌روید در مرحله گل اگر آب نرسد تخم پوچ و میان تهی می‌آید در مرحله ساقه زنی اگر آّب نرسد ساقه ضعیف یا چپه می‌شود یا مورد حمله آفات قرار می‌گیرد. یکی از بزرگ‌ترین علت خشکسالی اب و هوای گرم است. در هر نقطه دنیا که گرمی است بارندگی کم است هرقدر هوا سرد شود مقدار بارندگی ازدیاد میابد. در آن محلات که درجه حرارت کم و زیاد می‌شود بارندگی متعلق به این حرارت دارد.
منبع و منشأ که از ان بخارات آب برمی‌خیزد خیلی‌ها مهم‌تر ازهمه‌است که با چه غلظت و فشار بخارات می‌آید با تغیرات فشار دریک محیط باد پیدا می‌شود و باد خود منبع سردکننده هوا است. با سرد شدن هوا باران می‌ریزد. در افغانستان جبهه بخارات گرم از بحر هند و جبهه بخارات سرد از سایبریا باعث بارش‌ها می‌گردد. بارش‌ها دونوع اند قاره ئی و منطقه ئی. بارش‌های بین القاره زیاده در چهار فصل ارتباط دارد ولی منطقه‌ای مربوط به بخارات آب و سردی منطقه‌است؛ مثلاً جنگلات غلو باعث ریزش باران می‌شود. نرسیدن جبهات دریک منطقه باعث نباریدن بارش نیز می‌گردد. خشک سالی می‌تواند یکساله ویا چندین ساله باشد؛ ولی دایمی نیست.

## راه بیرون رفت از خشکسالی
خشک سالی یک عمل طبعی است کسی نمی‌تواند جلو این پدیده را گیرد. فقد یک وسیله خیلی‌ها کمک می‌کند آن هم غرس درختان درمنطقه است. از اینکه یکی از خصوصیات انسان‌ها مبارزه با طبعیت نیز است لازم است از طریق دیگر مبارزه با خشک سالی صورت گیرد. هدف این مبارزه چگونه به مناطق که خشک سالی رخ دهد از طریق دیگر آب رساند تا کشت صورت گیرد و حاصل دهد.

### اعمار سد آبی
سد عبارت ار مانع جریان آب است که در نتیجه ارتفاع آبرا بلند برده و در آن مقدار آب را ذخیره نماید از سد می‌توان برق استحصال نمود از آب آن در اراضی زراعتی استفاده نمود. تربیه ماهی و طیور نمود. علاوه بر این سد آبی می‌تواند تفرجگاه باشد. تغیرات در محیط آب و هوا می‌آورد. مقوی اقتصاد است. بهترین سد آنست که بتواند آب زیادی را ذخیره کنداگر درمیان کوه یک کاسه بزرگ هموار خاکی باشد و سپس باز کوه دوم شروع شود می‌توان بند ساخت یعنی برای هر توپوگرافی نوع مخصوص سد ساخته می‌شود؛ ولی باید یادآوری نمایم تکنالوژی امروز به سطح رسیده‌است از آب‌های جریان دار استحصال برق را می‌نمایند. ساختن سد در آب‌های جریان دار [درنشیب بین دوکوه]نوع مخصوص ساختمان را در خود دارد که اب زیاد در آن باید ذخیره نشود. از سرعت آب برق استحصال می‌گردد. در هر سد سرعت آب باید صفر گردد بعداً از انرژی پوتانشیل یا از انرژی افتادن آب برق حاصل می‌گردد. در بین دو کوه‌های که آب دارای سرعت تیز ودارای سنگریزه و سنگ‌ها خیلی خطرناک است نباید سد ساخت در صورت ساختن روزی نه تنها شهرها بلکه مملکت‌ها را خراب خواهد کرد. درمیان تپه‌های پرعلف میوان بند ساخت. سدها را از کانکریت، سنگ، خاک، چوب و لاستیک می‌سازند. سدهای کانکریتی. به اشکال وزنی، میان خالی، میان پر، منحنی، مایل و پایه دار ساخته می‌شود. افغانستان مطابق به ماستر پلان برق، دارای (۲۴۰۰۰) میگاوات پوتانسیل بوده
از جمله ۲۳۰۰۰ ان آبی متباقی از زغال سنگ گاز ونفت است. افغانستان دارای ۱۱ سد برقی است ۳۰ سال قبل ازین سدها۴۵۴ بیلون کیلووات برق در ساعت تولید می‌گردید. فعلاً حدود ۲۸۰–۳۰۰ میگاوات برق تولید می‌کند و۵۰۰ ان وارداتی است.

### اعمار ذخیره گاه آبی
ذخایر غرض کشاورزی
- ۱. ذخایر بزرگ

در جهان امروز علاوه برسد بعض از ذخیره گاه‌ها مخصوص غرض کشاورزی است که دارای انرژی پتانسیل الکتریکی نمی‌باشند. درافغانستان در میان کوها و دشت‌ها کاسه‌ها، چاه‌ها و حوض‌های طبیعی بزرگ آب وجود دارد که تعداد آن قلیل است. اب حوض‌های کوهی از جمع شدن برف‌ها وبارش و حوض‌های هموار از بارش سال و از آب‌های زیر زمینی است. می‌توان تعداد این نوع را چندین برابر ساخت به‌خصوص در دشت‌ها و سطوح هموار.
- ۲. ذخایر کوچک

در جهان امروز انواع مختلف ذخیره گاه‌های آب از آهن کانکریت و لاستیک به حجم کوچک و بزرگ ساخته می‌شود. می‌توان آب بارندگی سال را در آن ذخیره نمود. یکنوع ذخیره گا کوچک آن طوریست که در ارتفاع بلند یک نقطه بزرگ مدور را پلاستیک کاری می‌کنند واب بارندگی از پلاستیک‌ها راساً داخل کاسه بزرگ ذخیره‌ای می‌شود. یا در یک خریطه بزرگ پلاستیک که طول آن تا دو صد متر کم یا اضافه‌است اب بارندگی را ذخیره می‌کنند. ویا چندین ذخیره گاه بزرگ از آهن ویا لاستیک غرض حفظ متقدم می‌سازند و آب آن را از یک نقطه دیگر انتقال می‌دهند

### اعمار کانال‌ها
یکی از وسیله مبارزه علیه خشک سالی استفاده از کانال‌ها است. آب کانال‌ها از دریای می‌آید که اصلاً در آنجا خشک سالی وجود ندارد. کانال عبارتند از تغیر دادن مسیر آب دریا را به مسیر مورد نظر می‌گویند. کانال یکی از وسیله‌است می‌تواند منطقه بزرگ را آبریزی نماید. در افغانستان تا فعلاً دو کانال بزرگ اعمار گردیده‌است.

۱. کانال ننگرهار: این کانال در سال ۱۳۳۷ توسط دولت اتحاد جماهیر شوروی سوسیالیستی اعمار گردید این کانال حدود ۱۲۰هزارجریب کشتزار غازی آبادو هده را سیراب ساخته‌است.

۲. پروژه کانال رود هلمند: این پروژه در سال۱۳۵۱و۱۳۵۲ توسط ایالات متحده آمریکا فعال گردید. بزرگ‌ترین کانالی که از رودخانه هلمند جدا شده نهر بغرا است که درپنج کیلومتری گرشک از هلمند منشعب شده و بطول ۸۰ کیلومتر در سمت راست رودخانه به استقامت نادعلی واقع در چهل کیلومتری غرب شهر لشکرگاه امتداد یافته‌است. پروژه‌های مارجه و شمالان نیز از این کانال آبیاری می‌گردند. در صورت که مانند این پروژه چندین دیگر فعال گردد دیگر لازم نیست ملت افغانستان دنبال آب باران برود.
در طی خشکسالی‌های اخیر دولت افغانستان کار یک تعداد از کانال‌ها را به همکاری نیرو ائتلاف آغاز نموده‌است شامل چنین پروژه‌ها است.

۱. اعمار ۸ کانال در لغمان که ۶ کانال آن به ارزش ۱٫۶میلون دالر با همکاری بانک جهانی دو کانال دیگر آن درمنطقه کا کس وکس عزیز خان به ارزش ۳۶۰هزار دالر از کمک بانک جهانی اعمار گردید.

۲. اعمار کانال در ولسوالی زنده جان ولایت هرات بطول ۳۲ کیلومتر به ارزش ۵ میلون دالر در حال اعمار است.

۳. اعمار کانال به ارزش ۱۸۰ هزار دالر در ولایت نورستان غرض جلوگیری سیلاب

۴. اعمار کانال بزرگ در ولسوالی چهار برجک ولایت نیمروز به طول ۴۵ کیلومتر به هزینه یک میلون سه صد هزار دالر از بودجه انکشافی ایلات متحده آمریکا در حال تکمیل است.

۵. اعمار کانال در دشت قلعه ولایت تخار آغاز گردیده‌است. این کانال به ارزش دو میلون دالر از طرف بانک جهانی اعمار می‌گردد.

۶. کار اعمار ۳۶ کانال آب و یک دیوار استنادی به ارزش بیش از یک میلیون دالر آمریکایی در ولسوالی غنی خیل ولایت ننگرهار خاتمه یافت. پروژه اعمار این کانال‌ها و دیوار استنادی به همکاری تکنیکی CIDG و کمک مالی اداره انکشافی بین‌المللی امریکاUSAID عملی شده‌است.

۷. بازسازی دو کانال بزرگ به درازای ۱۷۸ کیلومتر از دریای آمو و کوکچه به ولسوالی‌های دشت ارچی ولایت قندوز و خواجه غار ولایت تخار به ارزش ۱۰۰ میلون دالر میان بانک انکشاف آسیائی و وزارت مالیه افغانستان به امضا رسیده‌است.

۸. اعمار سربند کانال زراعتی شیخک و سربند کانال زراعتی کینتی در قریه‌های تاش گذر و تخته کوپرک ولایت سرپل از بودجه انکشافی وزارت زراعت، آبیاری و مالداری به ارزش ۳۰ میلیون افغانی تکمیل و به بهره‌برداری سپرد شد. این دو کانال در حدود ۲۰۰۰ هزار جریب زمین تحت آبیاری قرار گرفته و ده‌ها خانواده به آب آشامیدنی دسترسی پیدا کرده‌اند.
۹. بازسازی و احیای مجدد کانال عمومی و کانال‌های درجه دوم و سوم پروژه وادی ننگرهار به ارزش ۱۶٫۳ میلون دالر کمک بانک انکشاف آسیایی توسط شرکت (ISD) است. کار این پروژه اعمار و بازسازی ۶۵ ساختمان که شامل پاک کاری کانال عمومی، تعویض دروازه‌های تنظیم‌کننده آب، ترمیم سیفون‌ها و تحکیمات آن، ترمیم وسایل تنظیم‌کننده اب شامل بوده توقع می‌رود طی ۱۸ ماه آینده تکمیل گردد.

۱۰. کانال ننگرهار به طول ۷۰ کیلومتر بزرگ‌ترین کانال آب در شرق افغانستان است که تقریبان نیم قرن پیش احداث گردیده‌است. این کانال درمجموع به مساحت ۲۵ کیلومتر زمین شامل ۳ هزار هکتار باغ و ۲۲ هزار هکتار زمین زراعتی در ولسوالی‌های سرخ رود، بهسود، بتی کوت، غنی خیل، و مهمند دره ولایت ننگرهار را تحت پوشش آبیاری قرار می‌دهد، ظرفیت اساسی کانال ننگرهار ۵۰ مترمکعب آب است و قابلیت آبیاری ۳۱ هزار هکتار زمین را دارد.

۱۱. سربند کانال آب زراعتی در ولسوالی فیروز نخچیر سمنگان به ارزش ۱۳۳۰۰۰۰۰ افغانی از کمک مالی بانک آسیایی ودولت جاپان بوده به بهره‌برداری سپرده شده‌است.
کانال بغلان: اعمار یک کانال آبیاری در مربوطات ولایت بغلان؛ سهولت‌های لازم را برای (۲۰۰) خانواده روستایی فراهم ساخت. این پروژه آبیاری به هزینه بیش از (۲) میلیون افغانی، مساعدت کشور جاپان از طریق برنامه انسجام ساحه‌ای وزارت احیا و انکشاف دهات در قریه سرباغان و موشی ولسوالی بنو ولایت بغلان تطبیق شده و شرایط سهل آبیاری را برای بیش از (۵۰۰) جریب زمین زراعتی و باغی قرار یاد شده مساعد گردانید.

## پروژه‌های بزرگ ذخیره آب در افغانستان
طبق راپور وزارت انرژی و آب افغانستان درین اواخر پروژه‌های ذخایر آب‌های سر زمینی تحت ادارهUSAID روی دست گرفته‌است این پروژه‌ها غرض تهیه آب آشامیدنی کشاورزی و انرژی در نظر گرفته شده‌است که بنام‌های پروژه‌های دراز مدت میان مدت و کوتاه مدت ترتیب گردیده شده‌است. فعلاً وزارت انرژی افغانستان مطالعه ۱۱۱ بند آبی را به ارزش ۱۰٫۷میلون دالر روی دست دارد. این مطالعات باید در سال ۱۳۹۱ ختم گردد. وزارت انرژی پلان ساخت ۴۰۰ بند آبی کوچک و بزرگ را درطی پنج سال یعنی الی سرطان ۱۳۹۴ باید به انجام رساند.

### پروژه انکشافی علیا دریای آمو
که یکی از مهم‌ترین و بزرگ‌ترین پروژه‌های آب و برق افغانستان به‌شمار می‌رود و دارای مشخصات عمده ذیل است.

۱. احداث بند ذخیره بالای دریای آمو در مرز مشترک بین افغانستان و تاجکستان تا آب مورد ضرورت آبیاری صفحات شمال کشور را تهیه نماید. این بند همچنان مقدار ۱۰۰۰ میگاوات انرژی برق تولید خواهد کرد.

۲. کانال عمومی قوش تیپه مربوطه به طول حدود ۳۵۰ کیلومتر بوده که از قلعه ذال ولایت کندز شروع گردیده و به ولسوالی اندخوی و نواحی آن در ولایات فاریاب ختم می‌گردد.

۳. این سد بیش از ۵۰۰ هزار هکتار زمین معادل دو نیم میلیون جریب اراضی فعلی و جدید در ولایات بلخ، جوزجان و فاریاب آبیاری خواهد کرد.

۴. نصب دستگاه استیشن برق آبی به ظرفیت ۱۰۰۰ میگاوات.
این پروژه یکی از مهم‌ترین پروژه‌های آب و برق بوده که ساحه آن شامل چهار ولایت شمال افغانستان بوده و برای ده‌ها هزار نفر در منطقه کار ایجاد خواهد کرد.
- پروژه میان مدت آبیاری کلیفت

۱. پروژه آبیاری کلیفت موازی ۲۰ هزار هکتار (۱۰۰ هزار جریب) زمین را آبیاری خواهد کرد.

۲. طول این پروژه ۱۳۰ کیلومتر است که از جمله ۳۰ کیلومتر پایپ لین و متباقی ۱۰۰ کیلومتر آن به قسم کانال خواهد بود. این پروژه توسط پمپ باید فعال گردد که حدود ۲۰ میگاوات انرژی برق ضرورت دارد.
طرح مقدماتی و هدایت نامه تکنیکی و اقتصادی پروژه از طرف وزارت انرژی در حال اجراات قرار دارد.
طرح عاجل کوتاه مدت
تهیه آب آشامیدنی از ساحه خم آب آمو دریا برای ولسوالی اندخوی و نواحی همجوار آن با استفاده از ماشین پمپ الکتریکی.

### پروژه برق آبی باغدره
این پروژه با ظرفیت تولیدی ۲۸۰ میگاوات بالای دریای پنجشیر، آغاز و در سال ۲۰۱۳ باید به تولید آغاز نماید. مرحله اول مطالعات امکان‌سنجی این پروژه تکمیل و قرار است مرحله دوم آن آغاز گردد

### پروژه ذخیره آبی بند کمال خان
این سد در ولایت نیمروز بالای دریای هلمند احداث می‌گردد که دارای چندین مرحله است. کار مرحله اول آن به هزینه ۹ میلون دالر با دولت تاجکستان به امضاء رسید. کار مرحله اول این بند در نوامبر۲۰۱۲ به تکمیل خواهد رسید. این بند علاوه براینکه چندین هزار هکتار زمین را سیراب می‌سازد۹ میگا وات برق نیز تولید می‌نماید.

### بند سلطان
این بند در ۲۲ کیلومتری شهر غزنی در زمان سلطان محمود غزنوی غرض آبیاری اعمار گردیده بود. این بند در ولسوالی جغتوی ولایت میدان وردک موقعیت دارد؛ اما بخش اعظم آب آن به سمت ولسوالی خواجه عمری و شهر غزنی جریان دارد که به شمول خواجه عمری، زمین‌های زراعتی ولسوالی انده و گیرو را آبیاری می‌کند.
این بند چندین بار طور غیر اساسی ترمیم گردیده‌است. در سال ۱۳۸۴ باالاثر سیلاب ۷۰ درصد زمین‌های زراعتی را در ولایت غزنی تخریب نمود.

### پروژه سلما
کار بند سلما ولایت هرات در زمان داود خان آغار الی ۲۰۰۵ متوقف بود در سال ۲۰۰۵ دولت هند مصارف ادامه کار این پروژه را بدوش گرفته‌است. در نظر است این پروژه هفتاد هزار هکتار زمین را سیراب و به ظرفیت ۴۲میگا وات برق را تولید نماید. مصارف این سد حدود هفتاد میلون دالر خواهد بود.

### پروژه کانال مروارید
این کانال بزرگ به نام «مروارید» در ولسوالی شیوهٔ ننگرهار اعمار در سال ۱۳۸۸ به بهره‌برداری سپرده شد. این کانال توسط کشور جاپان با هزینهٔ ۱۰میلیون دالر اعمار گردید. کانال مروارید از دریای کنر از منطقهٔ زیلی بابا ولایت کنر آغاز می‌شود و با از عبور از منطقهٔ شیوه و دشت گمبیری به بند درونته می‌انجامد. کانال «مروارید» که ۲۴ کیلومتر طول دارد. در جریان ۷ سال ساخته شده و هزاران جریب زمین بایر و هزاران جریب زمین زراعتی را آبیاری خواهد کرد

### پروژه ذخیره آب و تولید برق بخش آباد
قرار داد پروژه آب و تولید برق بخش آباد بالای دریای فرارود را با رئیس کمپنی خدمات مشورتی هندوستان در ۲۴ آگیست سال ۱۳۸۵امضا رسید. این پروژه در ساحه ۱۰۰ کیلومتری شهر فراه و در فاصله ۳۰ کیلومتری سرک عمومی کابل- هرات موقعیت دارد. اهداف این پروژه عبارت از ذخیره آب به حجم ۵۷۰ میلیون متر مکعب در ساحه بخش آباد است. با تکمیل شدن این پروژه ۳۵۰۰۰ هکتار زمین زراعتی موجود و ۲۶۰۰۰ هکتار اراضی جدید تحت آبیاری قرار خواهد گرفت. قرار است با تکمیل این پروژه ۲۰ میگا وات برق نیز تولید گردد.

### پروژه سد آب و تولید برق کامه
پروژهٔ بند آب و برق کامه بر قسمت آخر دریای کنر، طرح بکر و جدیدی نیست. در سال ۱۹۷۵ (۱۳۵۴) حین ریاست جمهوری محمد داَود خان، راپور تکنیکی و مالی بند کامه با همکاری کمپنی جاپانی «سانیو» به پایهٔ اکمال رسیده بود. طبق نقشهٔ بند آبرسانی و برق ولسوالی کامه، این سد آبگردان ظرفیت آبیاری ۹۰۰۰ هکتار یا ۴۵۰۰۰ جریب اراضی مزروع و ۳۰۰۰ هکتار یا ۱۵۰۰۰ جریب زمین بایر را دارد. به عبارتی جمعاً ۱۲۰۰۰ هکتار یا ۶۰۰۰۰ هزار جریب زمین از ذخیرهٔ آب‌بند مستفید شده می‌تواند. اعمار بند کامه ۱٬۶۸ (یک اشاریه شصت و هشت) میلیارد دالر هزینه برداشته و نیروی تولید ۴۵ میگاوات برق را دارا است. امور ساختمانی این بند باید طی دو سال به اتمام می‌رسید. قرارداد این بند با یک شرکت ایرانی اخذ گردیده بود.

#### باران مصنوعی
قسمت که با باران مصنوعی ارتباط دارد تروپوسفر است. تروپوسفر گرم‌ترین ساحه اتمسفر است. درین ساحه مقادیری زیادی گازات کاربن دای اکساید اکسیجن نایتروجن، گازات نجیبه و سایر گازات وجود دارد. هوای تروپوسفر پس از ۴–۵ کیلومتر به بعد به صفر درجه رسیده از ان به بعد سرد شده می‌رود. بخارات آب پس از ۴کلیو متر به هم نزدیک شده در فاصله‌های ۹–۱۰ کیلومتر در موجودیت ذرات کوچک دوباره به باران تبدیل می‌شوند.
باروری یا تخم پاشی ابرها در واقع یک روند طبیعی است که در آن ابرها به بخار آب و سپس به باران تبدیل می‌شوند. روش باران مصنوعی برای اولین بار در سال ۱۹۵۰ توسط فرانسوی‌ها تجربه گردید. فعلاً در ۲۴مملکت دنیا مروج است. باران مصنوعی در کشور چین هند آسترلیا آمریکا و کشورهای شرق میانه مروج بوده توانسته‌است از ۵–۲۵ درصد مقدار بارندگی را بلند مبرد. برای ایجاد باران مصنوعی باید عوامل چون ابر، رطوبت، گرمی هوا و سایر شرایط جوی فراهم باشد. رطوبت (وزن بخار آب موجود در یک متر مکعب هوا) عامل مهمی در تشکیل ابرهاست، هر قدر هوا گرمتر باشد، قابلیت بیشتری برای داشتن بخار آب و تشکیل ابر دارا است. غرض اینکه چگونه ابر ساخته شود وباران ببارد لازم است هزارات ذرات آب هوا باهم یکجا شده پس از وزنبین شدن به زمین بریزد. برای تشکیل ابر وجود ذرات میکروسکوپی گرد و خاک، دوده، بلورهای نمک ویخ لازمی است.
دو اصول برای بارش از ابرها به نام روند باران گرم و روند باران سرد وجود دارد:

۱باران گرم: در مناطق حاره، باران از ابرهایی می‌بارد که هرگز دمای آن‌ها زیر صفر نیست آن را باران گرم می‌نامند. در این ابرها قطرات درشت آب که ابر را تشکیل می‌دهند در برخورد با قطرات کوچک، آن‌ها را جذب و به این ترتیب شروع به بارش می‌کنند.

۲باران سرد: زمانی که دمای ابر یا قسمتی از آن پایین‌تر از صفر باشد، بلورهای یخ با جذب رطوبت اطراف خود سریعاً شروع به رشد می‌کنند تا اینکه وزن زیاد باعث فرود آن‌ها می‌شود. این بلورها هنگام فرود اگر از مکان‌های گرم بگذرند به باران تبدیل می‌شود و در صورت سرد بودن به‌شکل برف فرود می‌آیند. در مناطق قطب شمال و جنوب که مقدار کاربن دای اکساید و ذرات گرد و دود نیست ویا خیلی کم است ولی همیشه برف می‌بارد دلیل ان یخ شدن ذرات کوچک بخار در هوا پس از یکجا شدن چندین هزار ذرات وزن زیاد شده به‌شکل برف پائین شده به زمین می‌ریزد در بعضی مناطق که هوای پائین یعنی ۲–۳کیلومتر گرم است برف آب شده به باران تبدیل می‌شود
انسان از طریق باروری ابرها می‌تواند از لحاظ تعداد و نوع هسته‌های تشکیل باران به طبیعت کمک کند. باروری به وسیلهٔ مواد جذب‌کننده رطوبت مانند بلور نمک و یوریا که می‌تواند برای سرعت دادن به روند بارش گرم بکار رود. باروری به وسیلهٔ یود نقره(AGI) و یخ خشک (کاربن دای اکساید یخ شده) پروپان مایع و نمک در افزایش باران در روند بارش سرد به ابرهایی که کمبود هسته دارند کمک می‌کند. تمامی ابرها نمی‌تواند باران را بیاورد به‌خصوص ابرهای که خیلی‌ها بلنداند.

### روش آبیاری مدرن

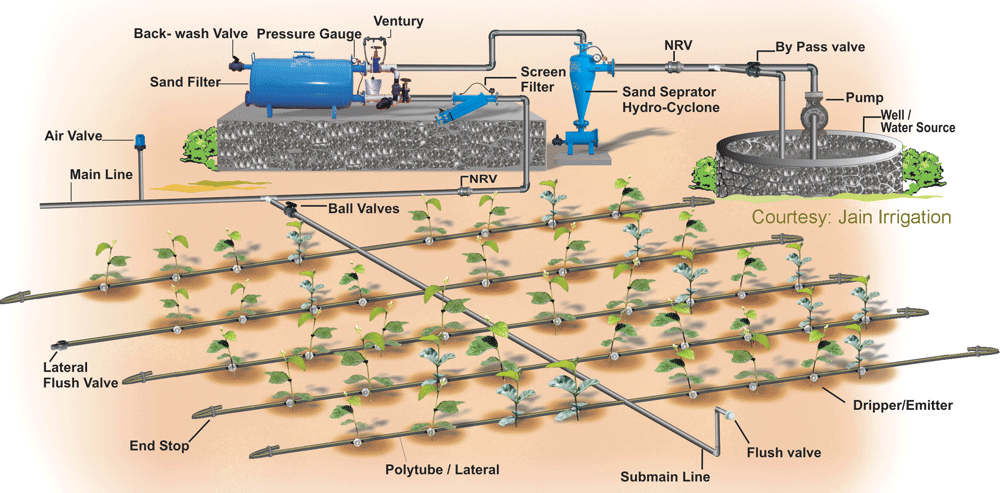
نوع آبیاری مدرن که به نام آبیاری قطره‌ای یاد می‌شود

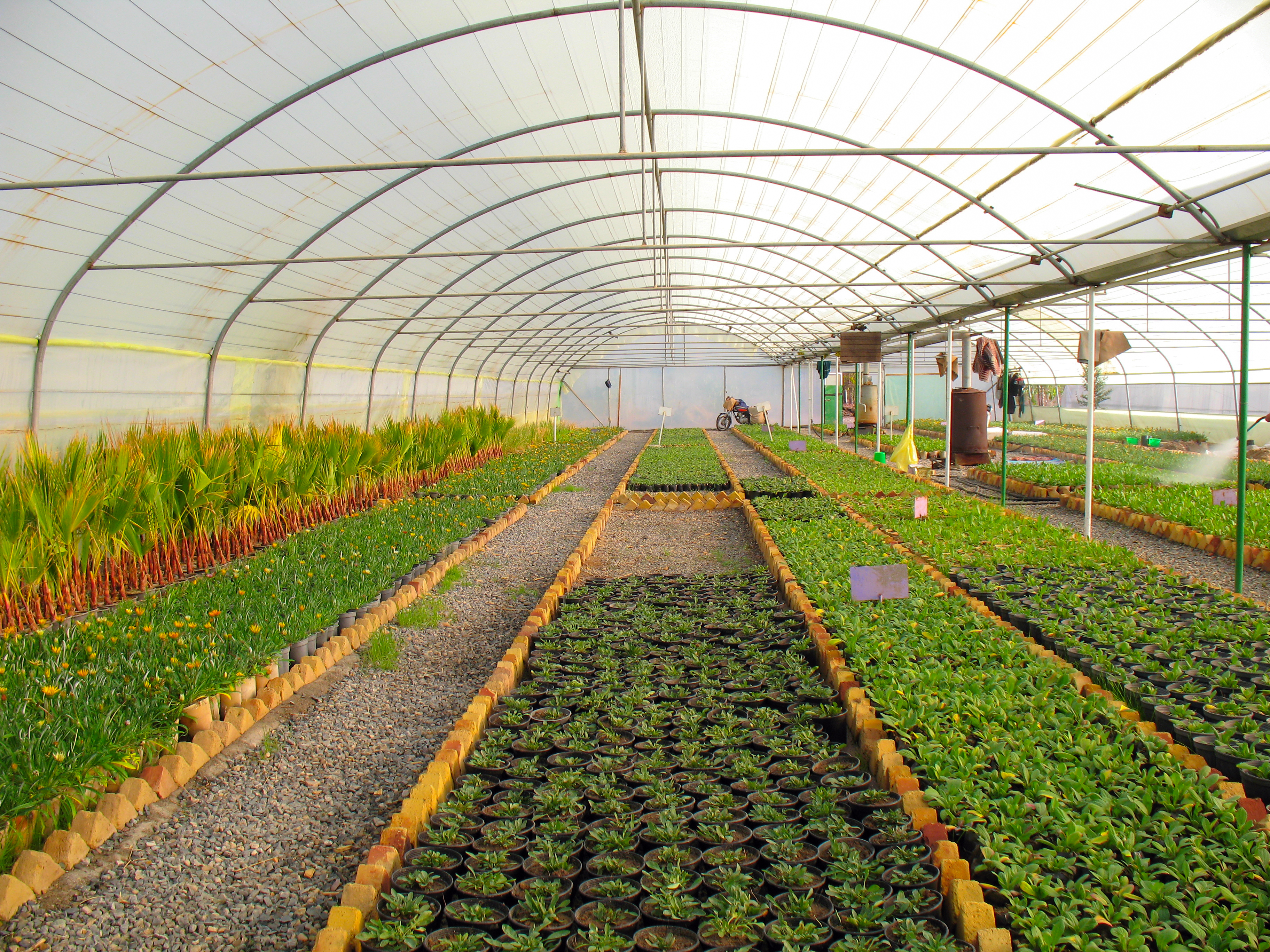
یک گلخانه (شیشه‌خانه) ساده با روکش پلاستیکی در شهر قم

امروزه در بسیاری از کشورهای دنیا برای کاهش مصرف آب در تولید بسیاری از گیاهان از شیشه‌خانه‌ها (گلخانه‌ها) استفاده می‌کنند که جلوی خروج بخار آب از گلخانه را می‌گیرد. عموماً این گلخانه‌ها از جنس پلاستیک شفاف و داربست لوله گالوانیزه ساخته می‌شوند. در شرایطی که کمبود آب و نیاز فراوان به غذا باشد، می‌توان با هزینه کردن برای ساخت گلخانه از آب بهره بسیار بیشتری برای تولید محصول کشاورزی کرد.

### حفظ جنگلات و غرس درختان

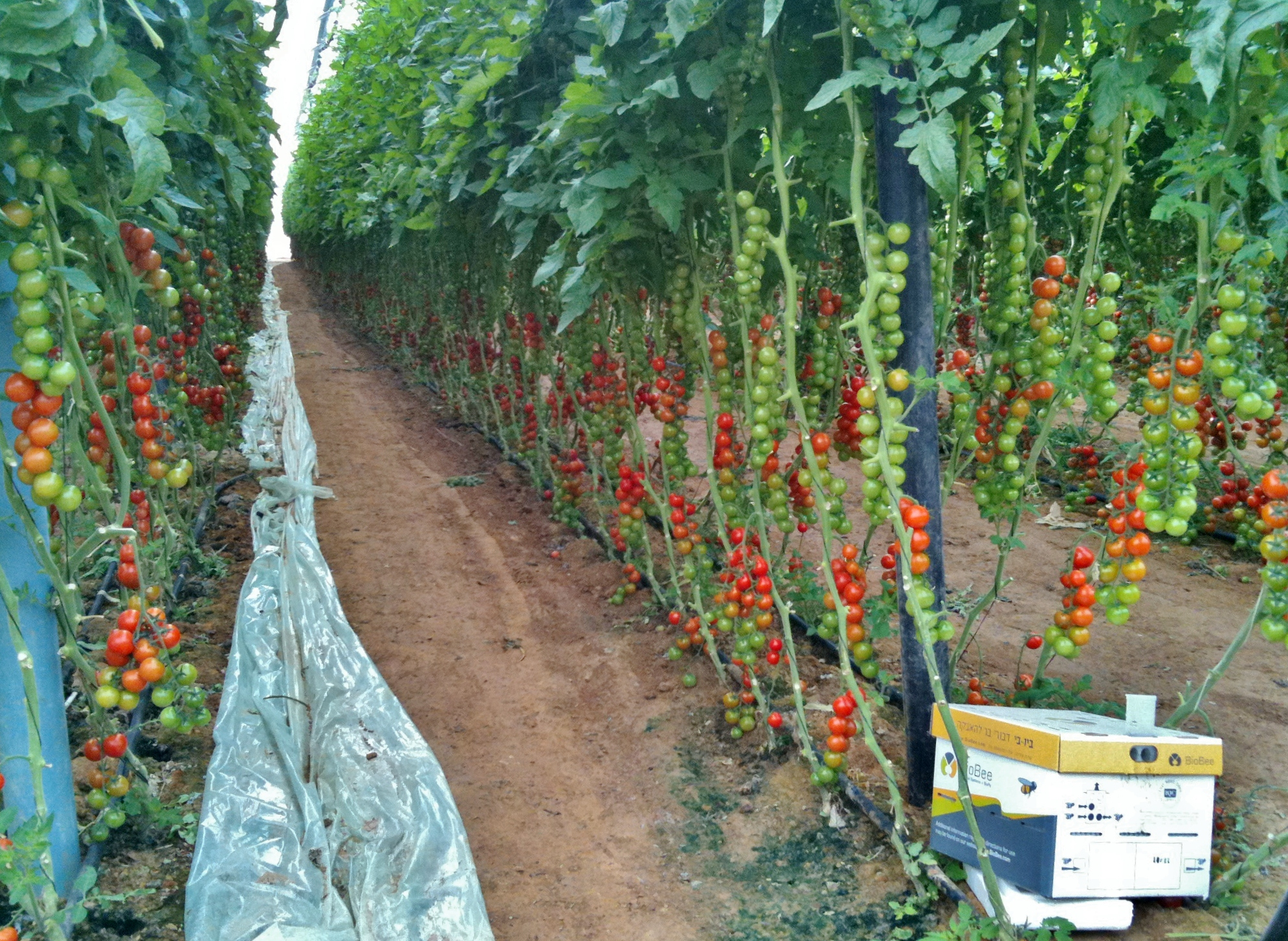
کشت گوجه در یک گلخانه. آبیاری بوته‌ها در گلخانه به صورت آبیاری قطره‌ای است.

خوبترین وبهترین طریقه که می‌تواند تا حدودی زیادی جلو خشکی را بگیرد غرس درختان است. درختان درموقع گرمی دهن ستوماتا حجرات خود را بند نموده آب خود را به بیرون تبخیر نمی‌نمایند. ریشه درختان منبع حفظ آب است.
اکثر نباتات در زمان جوانه زدن و تولید تخم ویا گل به آب زیاد نیاز دارند. یک نبات در یک مرحله حد اقل به پنج بار آب فراوان ضرورت دارد. بدین لحاظ زیادترین آب شیرین برای کشت نباتات به مصرف می‌رسد. به اساس تجارب چندین ساله تا حد ممکن نباید از آب‌های زیر زمینی برای کشت مزارع بزرگ استفاده نمود؛ زیرا تسلسل طبیعی آب از بین می‌رود. برای غرس نباتات بلند قد می‌توان از آب‌های زیر زمینی استفاده نمود زیرا نباتات بلند قد خود ذخیره‌کننده آب در خاک در خود و در محیط ماحول است.

## پی‌نوشت‌ها
1. 1 2  افغانستان, اسپوتنیک (20231109T1248+0430). "مدیریت آب‌های افغانستان و چالش‌ها در برابر این روند". اسپوتنیک افغانستان (به دانمارکی). Retrieved 2024-02-20. {{cite web}}: Check date values in: |تاریخ= (help)
2. ↑   ادارهٔ یونسکو مؤسسهٔ تعلیمات آب
3. ↑  [پیوند مرده] از راپور ادارهٔ انکشاف بشری افغانستان صفحه هفتاد
4. ↑  تنظیم آب درافغانستان در سال ۱۹۷۸
5. ↑   آبیاری در افغانستان
6. ↑   گزارش از سازمان ملل
7. ↑  راپور دانشگاه کابل در مورد آب صحی[پیوند مرده]
8. ↑  Afghanistan - physical geography: map of Afghanistan, area, lands, forests, height
9. ↑   بایگانی‌شده  در ۶ نوامبر ۲۰۱۳ توسط Wayback Machine اداره منابع آبی افغانستان
10. ↑  جدول منابع اب افغانستان صفحه ۱۲
11. ↑   اهمیت آب و نقش آن در منازعات ملل منطقه نوشته اکادمسن اعظم سیستانی
12. ↑   اداره اقتصاد و امور اجتماعی سازمان ملل علت خشکسالی وراه بیرون رفت آن اجندا۲۱ چپتر بخش دو قسمت ۱۲
13. ↑   رادیو آزادی در مورد تاریخچه کانال ننگرهار
14. ↑  «همبستگی سایت رسمی اسماعیل خان سرپرست وزارت انرژی و آب دولت افغانستان». بایگانی‌شده از اصلی در ۴ نوامبر ۲۰۱۳. دریافت‌شده در ۲۵ نوامبر ۲۰۱۱.
15. ↑  «تهدید بند سلطان مردم غزنی را ناراحت نموده‌است». بایگانی‌شده از اصلی در ۵ مارس ۲۰۱۶. دریافت‌شده در ۱۶ اکتبر ۲۰۱۹.
16. ↑  Salehi، S. Reza (۲۰۲۰-۰۷-۲۶). «احداث گلخانه مدرن و تجهیزات مورد نیاز». صنایع ماشین‌سازی دکتر قشلاق. دریافت‌شده در ۲۰۲۴-۰۲-۲۰.